# Universidad Aga Khan

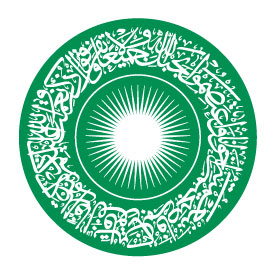
Escudo Universidad Aga Khan

La Universidad Aga Khan (en inglés Aga Khan University —AKU—) es una universidad de investigación coeducacional extendida en tres continentes. Le concedieron la carta de aprobación en 1983, como la primera universidad autónoma privada del Pakistán. Fue fundada por el príncipe Karim al-Hussayni, el Aga Khan IV y forma parte de la Aga Khan Development Network. Es una universidad internacional con 11 campus de clases, que se extienden en ocho países: Afganistán, Kenia, Pakistán, Tanzania, Uganda, Siria, Egipto y el Reino Unido. Su campus principal está localizado en la ciudad de Karachi (en Pakistán) y otro de sus mayores centros de educativos es un hospital de enseñanza localizado en Kenia. Se planea construir en los próximos 15 años, un campus con un valor de 450 millones de dólares en Arusha, Tanzania.
Según la Comisión de Enseñanza Superior (HEC), en la clasificación de Universidades de Pakistán, la Universidad Aga Khan fue la número uno en Ciencias de la Salud. El HEC también clasificó a la universidad, como la número uno en general de Pakistán, en base al impacto global de su investigación.
El objetivo de la AKU es promover el bienestar humano diseminando el conocimiento y proporcionando la instrucción, el entrenamiento, la investigación y el servicio en las ciencias de la salud, la educación, las artes liberales, las ciencias y otras ramas de estudio que la Universidad pueda determinar.

## Campus e instalaciones
La Universidad Aga Khan es una universidad internacional, que actualmente funciona con recintos universitarios en Asia Central, Asia del Sur, África Oriental, Europa y Oriente Medio. Los campus existentes y los programas internacionales incluyen:
- Facultad de Ciencias de la Salud localizada en Karachi, Pakistán, construida con un costo estimado de más de 450 millones de dólares en los años 1980.[5]

- Campus de Ciencias de la Salud en Nairobi, Kenia.[6]

- Se está construyendo un campus para la Facultad de Artes y Ciencias en Karachi, Pakistán. La inscripción de estudiantes se espera realizar hacia 2011.[7]

- Instituto para el Desarrollo Educativo en el área de Karimabad,en Karachi, Pakistán y en Dar es Salaam, Tanzania.

- Instituto para el Estudio de Civilizaciones Musulmanas en Londres, en el Reino Unido.

- Se planea un campus para Arusha, Tanzania, para ser construido en los próximos 15 años.[7]

- Programas de Estudios Avanzados de Enfermería (ANS) en Kenia, Tanzania y Uganda.

- Programas para Desarrollo de Capacidades para profesores y enfermeras en Afganistán, Egipto y Siria.

### Centro de Rehabilitación y Deportes
El Centro de Rehabilitación y Deportes está siendo construido en el campus de Ciencias de la Salud. El centro ofrece instalaciones de estándar internacional, interiores, exteriores y de deportes náuticos. Su piscina de tamaño olímpico es única en Pakistán. Otras características incluyen un terreno deportivo con tres campos de cricket y una pista de atletismo de 480 metros, cuatro canchas de tenis, un centro de rehabilitación, un área infantil y un gimnasio bien equipado.

### Bibliotecas
La AKU tiene varias bibliotecas bien equipadas en sus recintos universitarios en tres continentes:
- Biblioteca de la Facultad de Ciencias de la Salud en Karachi.

- Biblioteca del Instituto para el Desarrollo Educativo de la Universidad Aga Khan (AKU-IED) en Karachi.

- Biblioteca del Centro de Desarrollo Profesional de las Áreas del Norte (PDCN) en Gilgit, Pakistán.

- Biblioteca del Centro de Desarrollo Profesional (PDCC) en Chitral, Pakistán.

- Biblioteca del Instituto para el Estudio de Civilizaciones Musulmanas (AKU-ISMC) en Londres.

- Biblioteca de la Facultad de Ciencias de la Salud en Nairobi, Kenia.

- Biblioteca de la Facultad de Ciencias de la Salud en Dar es Salaam, Tanzania.

- Biblioteca del Instituto para el Desarrollo Educacional en Dar es Salaam, Tanzania.

- Biblioteca de la Facultad de Ciencias de la Salud en Kampala, Uganda.

## Organización
La Facultad de Ciencias de la Salud cuenta con:
- Escuela de Medicina, establecida en 1983.
- Escuela de Enfermería.
- Hospitales de Enseñanza: Hospital Universitario Aga Khan (Karachi) y Hospital Universitario Aga Khan (Nairobi).

La Facultad de Artes y Ciencias se encuentra en proceso de creación y se espera que abra sus puertas en Karachi para el 2011 o 2112.
El Instituto de Desarrollo Educacional: se estableció en 1993, su objetivo es desarrollar sistemas educativos para el mundo en desarrollo, ofrece Certificados en Educación, Diplomas Avanzados en Educación, Maestrías y Doctorados.
El Instituto para el Estudio de las Civilizaciones Musulmanas: establecido en el Reino Unido en 2002, su objetivo es fortalecer la investigación y la enseñanza de la herencia de las sociedades musulmanas y su evolución.